# Aplidium japonicum
Aplidium japonicum is een zakpijpensoort uit de familie van de Polyclinidae. De wetenschappelijke naam van de soort is voor het eerst geldig gepubliceerd in 1949 door Tokioka.